# Antisymmetrische Relation

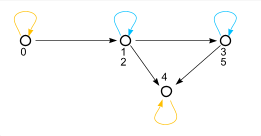
Eine antisymmetrische Relation, als gerichteter Graph dargestellt

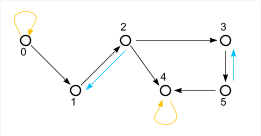
Eine nicht antisymmetrische Relation, als gerichteter Graph dargestellt

Antisymmetrisch heißt eine zweistellige Relation {\displaystyle R} auf einer Menge, wenn für beliebige Elemente {\displaystyle x} und {\displaystyle y} der Menge mit {\displaystyle xRy} nicht zugleich die Umkehrung {\displaystyle yRx} gelten kann, es sei denn, {\displaystyle x} und {\displaystyle y} sind gleich. Äquivalent formuliert gilt damit für beliebige Elemente {\displaystyle x} und {\displaystyle y} dieser Menge, dass aus {\displaystyle xRy} und {\displaystyle yRx} stets {\displaystyle x=y} folgt.
Die Antisymmetrie ist eine der Voraussetzungen für eine Halbordnung.

## Definition
Ist {\displaystyle M} eine Menge und {\displaystyle R\subseteq M\times M} eine zweistellige Relation auf {\displaystyle M}, dann heißt {\displaystyle R} antisymmetrisch, wenn (unter Verwendung der Infixnotation) gilt:
{\displaystyle \forall x,y\in M:xRy\land yRx\Rightarrow x=y}

## Sonderfall Asymmetrische Relation
Jede asymmetrische Relation ist auch eine antisymmetrische Relation. Da für eine asymmetrische Relation {\displaystyle R} auf {\displaystyle M}
{\displaystyle \forall x,y\in M:xRy\Rightarrow \neg (yRx)}
gilt, also für keines der geordneten Paare {\displaystyle (x,y)} die Umkehrung zutrifft, ist die Prämisse {\displaystyle xRy\land yRx} der Definition der antisymmetrischen Relation stets falsch und nach dem logischen Prinzip Ex falso quodlibet somit die Aussage {\displaystyle \forall x,y\in M:xRy\land yRx\Rightarrow x=y} erfüllt.
Die Asymmetrie ist eine der Voraussetzungen für eine (irreflexive) Striktordnung.

## Beispiele
Antisymmetrisch sind die Relationen {\displaystyle \leq } und {\displaystyle \geq } auf den reellen Zahlen. Aus {\displaystyle x\leq y} und {\displaystyle y\leq x} folgt {\displaystyle x=y}. Das Gleiche gilt für {\displaystyle x\geq y} und {\displaystyle y\geq x}.
Auch die Teilbarkeitsrelation {\displaystyle \mid } für natürliche Zahlen ist antisymmetrisch, denn aus {\displaystyle a\mid b} und {\displaystyle b\mid a} folgt {\displaystyle a=b}. Die Teilbarkeit auf den ganzen Zahlen ist hingegen nicht antisymmetrisch, weil beispielsweise {\displaystyle 3\mid -3} und {\displaystyle -3\mid 3} gilt, obwohl {\displaystyle -3\neq 3}.
Asymmetrische Relationen sind die Kleiner-Relation {\displaystyle <} auf den reellen Zahlen und die Teilmengenbeziehung {\displaystyle \subset } zwischen Mengen. Verglichen mit {\displaystyle \leq } beziehungsweise {\displaystyle \subseteq } fehlt diesen Beziehungen die Reflexivität.

## Darstellung als gerichteter Graph
Jede beliebige Relation {\displaystyle R} auf einer Menge {\displaystyle M} kann als gerichteter Graph aufgefasst werden (Beispiel siehe oben). Die Knoten des Graphen sind dabei die Elemente von {\displaystyle M}. Vom Knoten {\displaystyle a} zum Knoten {\displaystyle b} wird genau dann eine gerichtete Kante (ein Pfeil {\displaystyle a\longrightarrow b}) gezogen, wenn {\displaystyle a\,R\,b} gilt.
Die Antisymmetrie von {\displaystyle R} lässt sich im Graphen nun so charakterisieren: Wann immer es einen Pfeil {\displaystyle a\longrightarrow b} zwischen verschiedenen Knoten {\displaystyle a} und {\displaystyle b} des Graphen gibt, dann kann es nicht gleichzeitig einen Pfeil {\displaystyle b\longrightarrow a} geben.
Schleifen {\displaystyle {\stackrel {a}{\circlearrowright }}} brauchen also bei diesem Kriterium nicht untersucht zu werden.

## Eigenschaften
- Mit Hilfe der konversen Relation {\displaystyle R^{-1}} lässt sich die Antisymmetrie auch durch die folgende Bedingung charakterisieren:
{\displaystyle R\cap R^{-1}\subseteq \mathrm {Id} _{M}}

Hierbei bezeichnet {\displaystyle \mathrm {Id} _{M}} die identische Relation auf der Grundmenge {\displaystyle M}, also die Menge aller Paare {\displaystyle (x,x)}.
- Sind die Relationen {\displaystyle R} und {\displaystyle S} antisymmetrisch, dann gilt dies auch für ihre Schnittmenge {\displaystyle R\cap S}. Diese Aussage lässt sich von zwei Relationen auf den Durchschnitt {\displaystyle \cap _{i\in I}R_{i}} einer beliebigen (nichtleeren) Familie von antisymmetrischen Relationen verallgemeinern.
- Jede Teilmenge einer antisymmetrischen Relation ist wieder antisymmetrisch.